# Konstantin Michailow (Eishockeyspieler)
Konstantin Michailow (bulgarisch Константин Михайлов; * 22. Mai 1964) ist ein bulgarischer Eishockeytorwart, der seit 2015 beim SK Irbis-Skate in der bulgarischen Eishockeyliga unter Vertrag steht.

## Karriere
Konstantin Michailow begann seine Karriere als Eishockeyspieler beim HK Lewski Sofia, mit dem er fünfmal den bulgarischen Landesmeistertitel und siebenmal den Pokalwettbewerb gewinnen konnte. 2002 wechselte er zum İstanbul Paten SK in die türkische Superliga, kehrte aber nach nur einem Jahr zu Lewski zurück. 2004 wagte er noch einmal den Sprung ins Ausland und spielte in der Division 1, der zweiten französischen Liga, für den Moselle Amnéville Hockey Club. Aber auch in Lothringen hielt es ihn nur ein Jahr und so spielt er seit 2005 wieder in Sofia. Nach zwei Jahren bei Akademik Sofia, die beide mit dem Double aus Meistertitel und Pokalsieg endeten, wechselte er zum HK Slawia Sofia, mit dem er bis 2012 sogar fünfmal Meister und viermal Pokalsieger wurde. Von 2012 bis 2014 stand Michailow beim HK ZSKA Sofia im Kasten, mit dem er 2013 und 2014 ebenfalls jeweils das Double aus Meisterschaft un Pokalsieg erringen konnte. Seit 2015 spielt er für den SK Irbis-Skate aus Sofia, mit dem er 2016 und 2017 bulgarischer Meister werden konnte. Insgesamt zehnmal wurde er als bester Torwart der bulgarischen Eishockeyliga ausgezeichnet (1990, 1992, 1997, 2000, 2006, 2007, 2008, 2009, 2012, 2013).

### International
Für Bulgarien nahm Michailow an den U18-B-Europameisterschaften 1981, und 1982, als er zum besten Torhüter des Turniers gewählt wurde, sowie der Junioren-C-Weltmeisterschaft 1983, als er ebenfalls als bester Torhüter ausgezeichnet wurde, teil. 
Im Erwachsenenbereich spielte Michailow für Bulgarien zunächst bei den C-Weltmeisterschaften 1989, 1990, als er zum besten Torhüter des Turniers gewählt wurde, 1991, 1994, 1995 und 2000 sowie den B-Weltmeisterschaften 1992 und 1993 und der D-Weltmeisterschaft 1997. Nach der Umstellung auf das heutige Divisionssystem stand er bei den Weltmeisterschaften der Division II 2001, 2002, 2003, 2004, 2005, 2006, als er mit der besten Fangquote des Turniers auch zum besten Torhüter gewählt wurde, 2007, 2008, 2009, 2010, 2011, 2012 und 2013 sowie der Division III 2014, als er die beste Fangquote des Turniers aufwies, im Kasten der Bulgaren. 1993, 2010 und 2011 wurde er jeweils zum besten Spieler des bulgarischen Teams gewählt. Außerdem vertrat er seine Farben bei den Qualifikationsturnieren für die Olympischen Winterspiele 2006 in Turin, 2010 in Vancouver und 2018 in Pyeongchang.

## Erfolge und Auszeichnungen
| - 1982 Bester Torhüter der U18-B-Europameisterschaft - 1983 Bester Torhüter der Junioren-C-Weltmeisterschaft - 1989 Bulgarischer Meister und Pokalsieger mit dem HK Lewski Sofia - 1990 Bester Torhüter bei der C-Weltmeisterschaft - 1990 Bulgarischer Meister und Pokalsieger mit dem HK Lewski Sofia und bester Torhüter der Liga - 1991 Aufstieg in die B-Gruppe bei der C-Weltmeisterschaft - 1991 Bulgarischer Pokalsieger mit dem HK Lewski Sofia - 1992 Bulgarischer Meister mit dem HK Lewski Sofia und bester Torhüter der Liga - 1995 Bulgarischer Meister und Pokalsieger mit dem HK Lewski Sofia - 1996 Bulgarischer Pokalsieger mit dem HK Lewski Sofia - 1997 Bester Torhüter der bulgarischen Liga - 1999 Bulgarischer Meister und Pokalsieger mit dem HK Lewski Sofia - 2000 Bulgarischer Pokalsieger mit dem HK Lewski Sofia sowie bester Torhüter der Liga - 2006 Beste Fangquote und bester Torhüter der Weltmeisterschaft der Division II, Gruppe A | - 2006 Bulgarischer Meister und Pokalsieger mit Akademik Sofia sowie bester Torhüter der Liga - 2007 Bulgarischer Meister und Pokalsieger mit Akademik Sofia sowie bester Torhüter der Liga - 2008 Bulgarischer Meister und Pokalsieger mit dem HK Slawia Sofia sowie bester Torhüter der Liga - 2009 Bulgarischer Meister und Pokalsieger mit dem HK Slawia Sofia sowie bester Torhüter der Liga - 2010 Bulgarischer Meister und Pokalsieger mit dem HK Slawia Sofia - 2011 Bulgarischer Meister und Pokalsieger mit dem HK Slawia Sofia - 2012 Bulgarischer Meister mit dem HK Slawia Sofia sowie bester Torhüter der Liga - 2013 Bulgarischer Meister und Pokalsieger mit dem HK ZSKA Sofia sowie bester Torhüter der Liga - 2014 Aufstieg in die Division II, Gruppe B, bei der Weltmeisterschaft der Division III - 2014 Beste Fangquote bei der Weltmeisterschaft der Division III - 2014 Bulgarischer Meister und Pokalsieger mit dem HK ZSKA Sofia - 2016 Bulgarischer Meister mit dem SK Irbis-Skate - 2017 Bulgarischer Meister mit dem SK Irbis-Skate |